# Homerton (stacja kolejowa)
Homerton – stacja kolejowa w Londynie, na terenie London Borough of Hackney, zarządzana i obsługiwana przez London Overground jako część North London Line. W roku statystycznym 2006/07 skorzystało z niej ok. 1,894 mln pasażerów.